# 于尔根·施密德胡伯
于尔根·施密德胡伯（德語：Jürgen Schmidhuber，1963年1月17日—）是一名德國計算機科學家，以人工智能、深度学习和人工神经网络领域的成就而知名，现任位于瑞士南部提契諾州卢加诺区曼諾的达勒·莫尔人工智能研究所（IDSIA）联合主任。施密德胡伯有时被称为“（现代）AI之父”或“深度学习之父”。
施密德胡伯在德国慕尼黑工业大学完成了本科学业。2004年至2009年，他在瑞士卢加诺的瑞士意大利語區大學担任人工智能教授。2021年10月1日，施密德正式加入阿卜杜拉国王科技大学，担任人工智能研究院院长。

## 工作
1997年，施密德胡伯和塞普·霍赫赖特发表了关于一种循环神经网络类型的论文，他们称之为长短期记忆网络（LSTM）。2015年，LSTM被Google用于智能手机中新的语音识别实现。Google也在智能助手Allo和Google翻译中使用了LSTM。蘋果公司在iPhone的“Quicktype”功能和Siri中使用了LSTM。亞馬遜公司在Amazon Alexa中使用LSTM。2017年，Facebook每天使用LSTM网络进行约45亿次自动翻译。彭博商业周刊写道：“这些能力使得LSTM成为最具商业化的AI成就，应用于预测疾病和创作音乐等方方面面。”
2011年，施密德胡伯在IDSIA的团队与他的博士后丹·奇雷尚（Dan Ciresan）在快速并行计算机（GPU）上实现了卷积神经网络（CNN）的显著加速。丹·奇雷尚等人的深度卷积神经网络比CPU上的等效实现快了60倍，于2011年8月在计算机视觉竞赛中成为第一个超过人类表现的模型。2011年5月15日至2012年9月10日期间，他们的快速深度CNN赢得了至少四场图像比赛。他们还显著改善了文献中针对各种图像数据库的最佳性能。这种方法基于杨立昆等人早期提出的CNN设计，已成为计算机视觉领域的核心。
2014年，施密德胡伯成立了一家名为Nnaisense的公司，致力于在金融、重工业和自动驾驶汽车等领域开展人工智能的商业应用。塞普·霍赫赖特、贾恩·塔林和马库斯·哈特（Marcus Hutter）任公司顾问。Nnaisense于2017年1月筹集了首轮资金。施密德胡伯的总体目标是通过在各种特定任务中顺序训练单个AI来创建通用AI。但怀疑者指出，像Arago GmbH和IBM这样的公司已经在各式项目中应用了多年的AI，但没有出现任何强人工智能的迹象。

## 观点
根据《衛報》的报道，施密德胡伯在2015年发表的一篇“严厉的文章”中，指责同行的深度学习研究员杰弗里·辛顿、杨立昆和约书亚·本希奥“大量互相引用”，却“没有提及该领域的先驱者”，称他们低估了施密德胡伯自己和其他早期机器学习先驱者的贡献，包括于1965年发表首个深度学习网络的阿列克谢·格里戈里耶维奇·伊瓦赫年科（Alexey Grigorevich Ivakhnenko）。杨立昆否认了这一指责，表示施密德胡伯“总是主张他所不该得到的名誉”。施密德胡伯本人则提出反对，声称杨立昆并没有以实例来支持该主张，并自己列出了许多成果的优先权争论加以反驳。

## 荣誉
施密德胡伯于2013年获国际神经网络学会的亥姆霍兹奖，并在2016年获得了IEEE计算智能学会的神经网络先驱奖。他还是欧洲科学与艺术院的成员。